# 보이 밴드

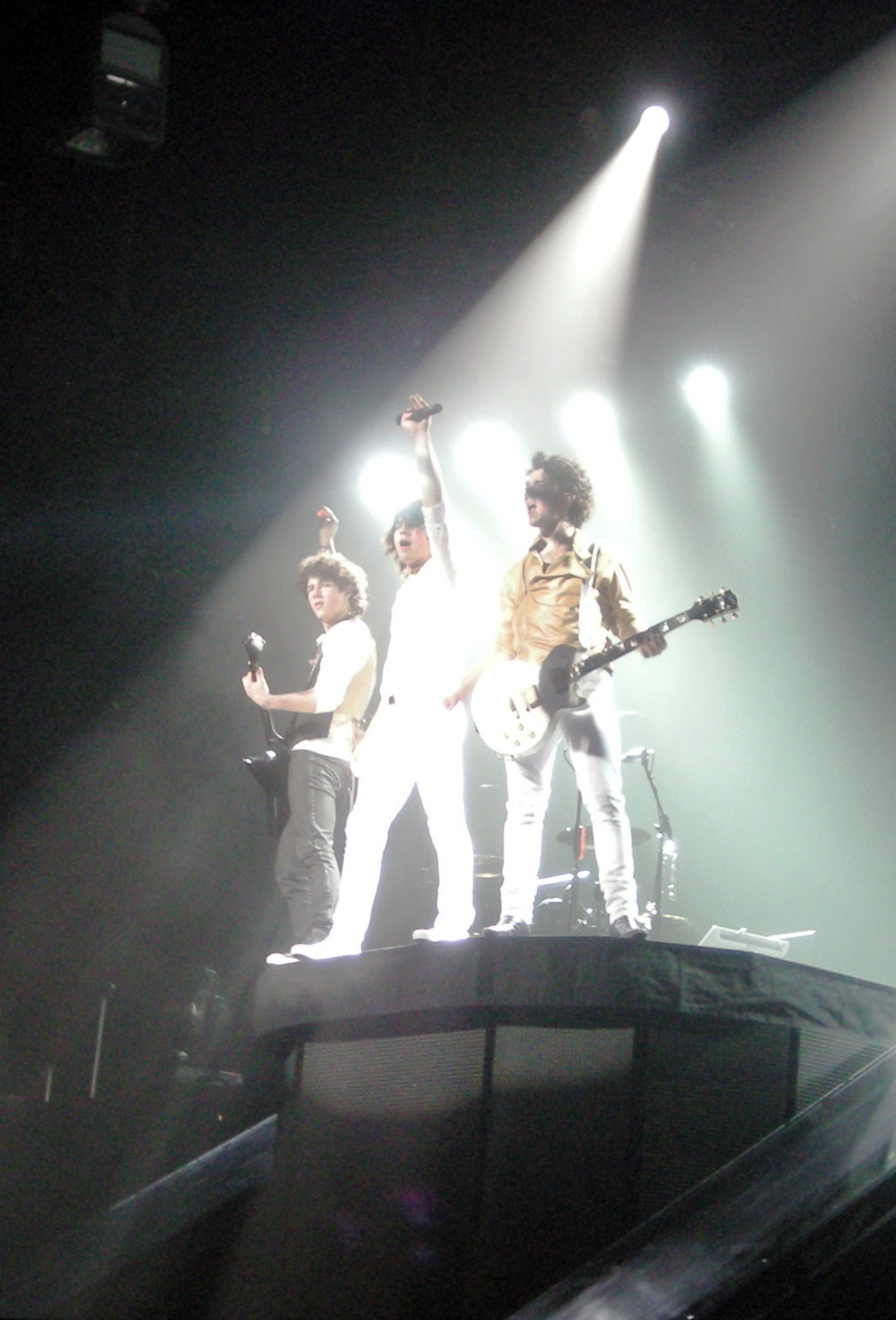
조나스 브라더스는 팝 보이 밴드로 묘사된다.

보이 밴드(boy band)는 젊은 남성 가수들로 구성된 보컬 그룹을 통칭하는 말이다. 대개 청소년이나 20대를 묶어서 결성시키며, 소녀들을 대상으로 삼아 사랑 노래를 노래한다. 노래와 더불어 춤도 하는 경우가 많으며 대개 세심히 짜여진 안무로 공연을 하는 경우가 많다.
교회 합창단이나 복음성가 그룹처럼 자신들이 나서서 결성하여 활동하다 보이 밴드가 되는 경우도 있는 반면에 연예 매니저나 음반 프로듀서의 오디션을 받고 결성되는 경우도 있다. 보컬 그룹이라는 뜻 그대로 멤버들은 대개 악기를 연주하지 않으며 이것은 녹음에서나 스테이지에서나 마찬가지다. 걸 그룹에 상대되는 개념이다. 보이 밴드가 그 인기를 높였던 때는 세 번 있었다. 첫째는 60-70년대(e.g. 잭슨 파이브, 오스먼즈), 둘째는 80년대 말-90년대-00년대(e.g. 뉴 키즈 온 더 블록, 테이크 댓, 백스트리트 보이스, NSYNC, 보이존, A1, O-Zone, 웨스트라이프), 마지막은 2010년대-최근(e.g. 원 디렉션, 더 원티드, 빅 타임 러시, 더 뱀프스, 볼린시아가, BTS나 빅뱅같은 K팝 그룹)까지이다.

## 같이 보기
- 걸 그룹
- 대한민국의 보이 밴드 목록